# Cumbre Extraordinaria de las Américas de Monterrey
La Cumbre Extraordinaria de las Américas se celebró los días 12 y 13 de enero de 2004 en Monterrey, Nuevo León, México.
Esta cumbre es parte de la iniciativa Cumbre de las Américas que lleva adelante la Organización de los Estados Americanos (OEA) con el propósito de reunir a los Jefes de Estado y de Gobierno del Hemisferio para discutir y actuar sobre temas políticos, económicos y sociales relacionados con el continente americano. La cumbre reunió a los líderes de todos los países miembros de la OEA, excepto Cuba, cuya participación en las actividades de la OEA había estado suspendida desde 1962 hasta 2015.

## Descripción
Cumbre de las Américas es el nombre de una serie continua de reuniones de los líderes de todo el continente. La función de estas cumbres es fomentar la discusión de una variedad de temas que afectan al hemisferio occidental. Estas reuniones cumbre de alto nivel han sido organizadas por varios organismos multilaterales bajo los auspicios de la Organización de Estados Americanos. A principios de la década de 1990, lo que antes eran cumbres ad hoc pasaron a institucionalizarse en un programa regular de conferencias «Cumbres de las Américas».

## Objetivos
A la luz de los desafíos económicos y políticos que muchos países del continente habían enfrentado desde la Cumbre de las Américas de la ciudad de Quebec de 2001 y debido a que desde entonces habían asumido sus cargos 14 Jefes de Estado y de Gobierno del Hemisferio, el Gobierno de Canadá propuso celebrar una Cumbre Extraordinaria de las Américas para reforzar la unidad hemisférica antes de la IV Cumbre de las Américas, que tuvo lugar en la ciudad argentina de Mar del Plata, en 2005.
El objetivo de la Cumbre Extraordinaria fue facilitar la cooperación hemisférica al más alto nivel de gobierno para abordar los actuales desafíos económicos, sociales y políticos en la región. La Cumbre Extraordinaria de las Américas llevada a cabo en Monterrey se centró en tres temas centrales:
- Crecimiento económico con equidad.
- Desarrollo Social.
- Gobernanza democrática.